# Chiesa di San Potito

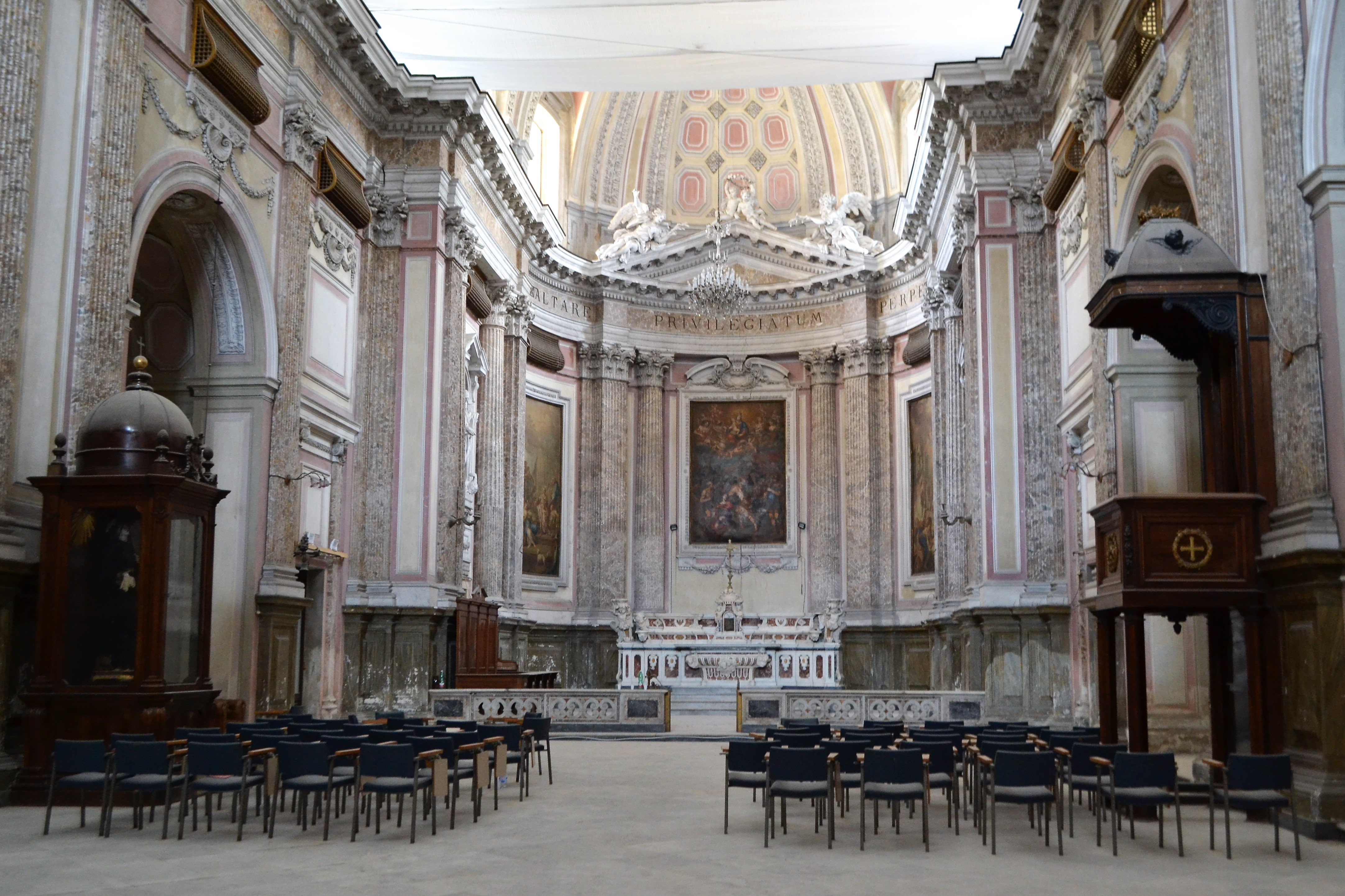
Interno

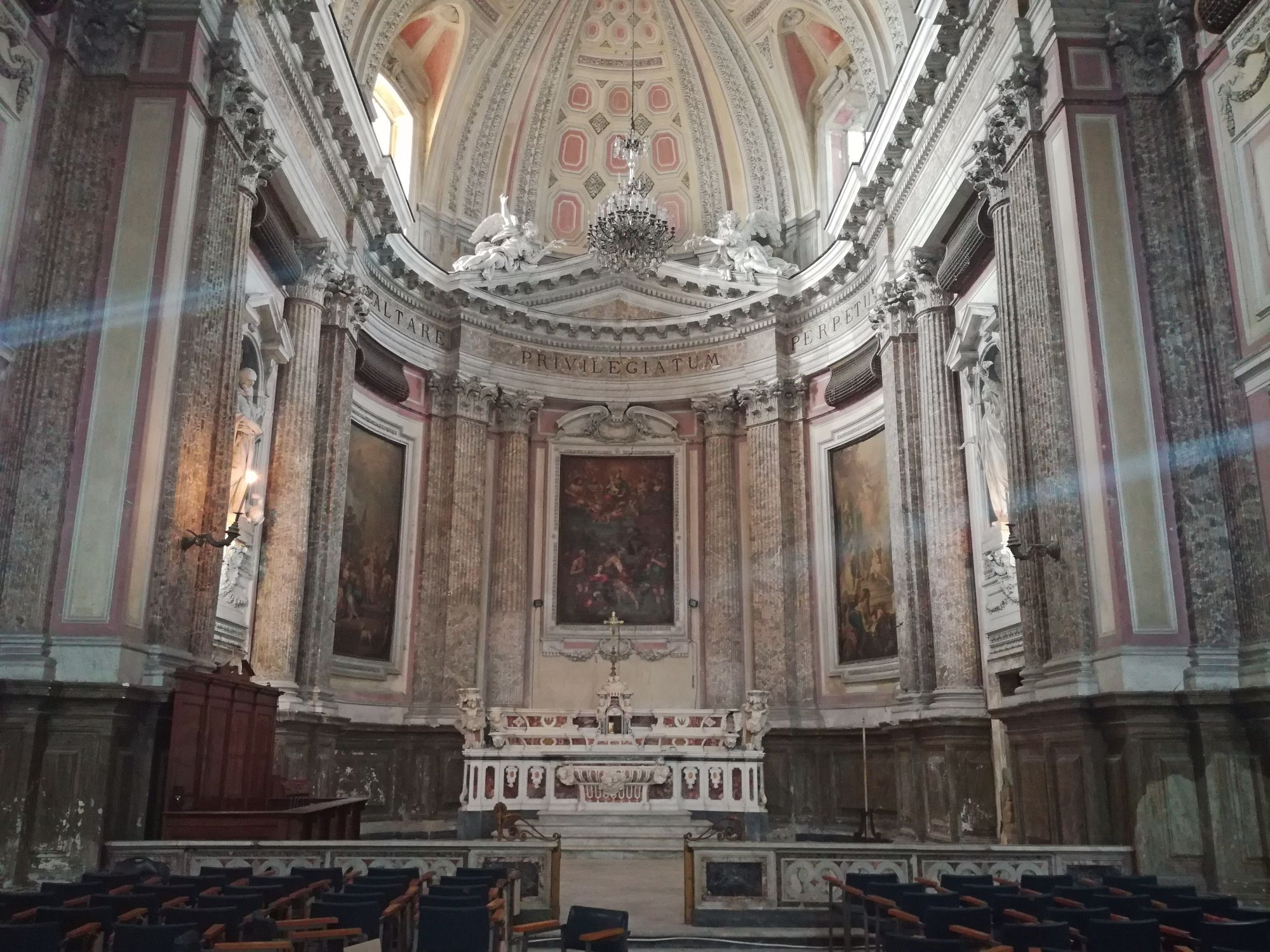
Zona absidale

La chiesa di San Potito è un luogo di culto cattolico di Napoli situato sull'omonima collina (detta anche la Costagliola), nei pressi del Museo Archeologico Nazionale.

## Storia
La chiesa fu eretta nella prima metà del Seicento da Pietro De Marino, in un luogo dove sorgeva una struttura religiosa appartenuta alle monache basiliane prima e alle benedettine poi; fu oggetto di un restauro nel 1780 per opera dell'architetto Giovan Battista Broggia.
Nel 1808 il monastero fu soppresso da parte del governo francese e dal 1809 adibito alla fanteria, con conseguente perdita di parte del contenuto artistico. Le monache che ivi dimoravano dovettero essere trasferite in San Gregorio Armeno. La chiesa rimase abbandonata fino a quando fu affidata alla congrega degli ufficiali di banco per decreto di Francesco I delle Due Sicilie.
Nel 1867 fu realizzata la scala che garantisce l'accesso dalla via Pessina mentre l'ex monastero, in cui vi è un bel chiostro panoramico, fu successivamente destinato a caserma dei Carabinieri.
La chiesa, chiusa dal sisma del 1980, dopo un parziale restauro è stata riaperta il 22 giugno 2017 a cura dell'associazione "Ad alta voce", presieduta da Carlo Morelli.
Nel 2022 sono stati restaurati tutti i prospetti esterni e il tetto.

## Descrizione
La chiesa presenta una facciata a portico di epoca seicentesca, con una scala in piperno a doppia rampa che porta all'interno a navata unica con tre cappelle per lato, transetto e abside. Le ornamentazioni in stucco che decorano tutte le volte risalgono al sopramenzionato restauro del Broggia. Lo scorcio di maggior bellezza della chiesa è ovviamente l'abisde, dominata da un imponente altare maggiore in marmi policromi del XVIII secolo ai cui lati vi sono due statue in stucco di San Benedetto e Santa Scolastica e alle cui spalle sono collocati: il San Potito trafitto dal chiodo infuocato di Niccolò De Simone (al centro, datato 1654), il San Potito che abbatte l'idolo (a sinistra) e il San Potito che salva l'ossessa (a destra) realizzati da Giacinto Diano nel 1784. Quest'ultimo nel 1791 eseguì anche l'Immacolata visibile nella terza cappella a destra e la Morte di San Giuseppe nella parete destra della terza cappella sinistra. Impossibile, poi, non menzionare la Madonna con il bambino e i santi Antonio e Rocco di Andrea Vaccaro nella terza cappella a sinistra e soprattutto la Madonna del Rosario, notevole tela di Luca Giordano del 1663-1664 nella prima a destra, fronteggiata da un Calvario di ignoto pittore seicentesco. Le seconde cappelle vennero probabilmente spogliate dei rispettivi dipinti nel periodo francese e presentano oggi due imponenti statue lignee sempre ottocentesche di San Gaetano e San Filippo Neri, oltre a delle decorazioni in stucco con angioletti sulle pareti e sulle volte eseguite dallo sconosciuto stuccatore D. Caponello. Altra statua lignea di pregio è l'Addolorata, forse settecentesca, collocata dentro una grossa teca lignea nella campata che si frappone tra la seconda e la terza cappella di sinistra, di fronte alla quale, a destra, è collocato il pulpito, anch'esso in legno. Sulla cantoria in controfacciata si trova un organo positivo in stato di abbandono, dotato di 9 registri su unico manuale, senza pedaliera.
Spostandoci nella sacrestia ci s'imbatte in un ambiente a più vani artisticamente anonimo, ma nel quale si conservano: una statua lignea settecentesca di San Potito, La Madonna della Purità con i Santi Antonio e Giuseppe e le anime purganti, pregevole tela di Pacecco De Rosa, e la Vergine e Santi con il Santissimo Sacramento e le anime purganti di un seguace del Solimena (che Napoli Sacra ritiene sia Domenico Mondo).